# 29186 Lake Tekapo
A 29186 Lake Tekapo (ideiglenes jelöléssel 1990 UD2) a Naprendszer kisbolygóövében található aszteroida. T. Seki fedezte fel 1990. október 26-án.